# أليساندرو برانيتي
أليساندرو برانيتي (بالإيطالية: Alessandro Brannetti)‏ مواليد 9 يونيو 1980، هو متسابق دراجات نارية إيطالي. نافس في سباقات بطولة العالم لفئة 250 سي سي ولفئة 125 سي سي ولفئة 50 سي سي. كما شارك في بطولة العالم للسوبرسبورت.

## روابط خارجية
- أليساندرو برانيتي على موقع MotoGP.com (الإنجليزية)
- أليساندرو برانيتي على موقع WorldSBK.com (الإنجليزية)